# Fédérés francs
Les fédérés francs sont un groupe de Francs, notamment de Francs saliens, liés durant le Bas-Empire romain par des accords de fédération ou de sujétion avec le gouvernement impérial.
De ces fédérés francs sont issus après la fin de l'Empire romain d'Occident en 476 les grands rois de la dynastie mérovingienne, dont le premier est Clovis, roi des Francs de 481 à 511.

## Contexte

### Les Francs et l'Empire romain
Les Francs ne sont pas une nation unie avant le VIe siècle. Ce sont en fait un ensemble de ligues guerrières germaniques, dont les deux principales sont les Ripuaires, sur la rive droite du Rhin, et les Saliens, dont est issue la dynastie mérovingienne. Alors que les premiers éviteront les contacts avec l'Empire romain, les seconds y sont intimement associés.

## Les Saliens dans l'empire de Dioclétien à Julien
Jusqu'en 287-288, les Francs saliens, comme les autres nations germaniques, alternent raids sur les régions frontalières de l'empire romain et accords militaires (fœdus, c'est-à-dire traités) avec lui. 

### Soumission du roi Gennobaud (vers 290) et installation dans l'empire comme lètes
À cette date l'empereur Maximien Hercule, César d'Occident (adjoint de Dioclétien), qui réside à Trèves, chef-lieu de la préfecture du prétoire des Gaules, lance une campagne contre le traître Carausius. Le roi salien Gennobaud choisit de se soumettre sans combat, avec tout son peuple. Maximien accepte sa reddition et installe les Saliens de Gennobaud en Gaule belgique, autour de la ville de Tongres), avec le statut de lètes.

### Du statut de lètes au statut de fédérés
De rares révoltes contre cette condition sont toujours instantanément réprimées par l'armée romaine, qui est alors encore puissante.[réf. nécessaire]
Les contingents lètes francs croissent régulièrement en nombre à la suite des expéditions de Constance Chlore et de Constantin, respectivement en 293 en Batavie et en 306 près de Cologne. 
En 358; après la campagne en Toxandrie de l'empereur Julien, celui-ci leur concède le statut de fédérés. 
En fait, il semble que les Francs Saliens aient exceptionnellement bien accepté leur statut pourtant peu glorieux du point de vue romain.[réf. nécessaire] On[Qui ?] l’explique notamment par le fait que les sociétés germaniques étant fondées sur la guerre, la possibilité d’être intégré dans une armée puissante, qui n’a jamais perdu une bataille depuis la victoire d’Arminius en 9 de notre ère, est valorisant, ce qui expliquerait l’attachement des Francs au decorum impérial.[réf. nécessaire]

## Romanisation des officiers francs

### Intégration aux structures sociales et politiques de Rome
De nombreux Francs effectuent une carrière dans l'armée impériale et certains accèdent à des commandements de haut rang, voire à des charges romaines (devenues honorifiques) datant de la République (consul, notamment). 
Ces personnalités parlent évidemment le latin, ont la citoyenneté romaine avec le nom de gens Flavius caractéristique de la famille impériale. L’obtention du consulat fait d'eux des sénateurs, membres du Sénat de Rome.
Certains accèdent à la cour impériale et participent aux luttes pour le pouvoir récurrentes entre candidats au trône impérial d'Occident.
Si leur intégration n’est pas complète : païens et militaires, ils sont jalousés et méprisés par l’aristocratie sénatoriale gallo-romaine. Mais elle est suffisante pour qu'ils se sentent romains, et qu'ils fassent respecter l'ordre impérial dans les préfectures létiques[pas clair].[réf. nécessaire]

### Généraux francs de l'armée romaine
- Bonitus, premier Franc à obtenir la charge de maître de la milice (magister militum) en 324
- Gaiso, premier Franc à obtenir la charge de consul en 351 (ce qui implique qu'il est citoyen romain)
- Silvanus, fils de Bonitus, maître de l'infanterie (magister peditum) en 355, poussé à l'usurpation par un groupe d'officiers[4] lors d'une crise de l'empire
- Nevitta, Flavius Nevitta (milieu du IVe siècle), ami de l'empereur Julien, consul en 362
- Salia, maître de cavalerie (magister equitum), chargé de la campagne d'Orient de 364
- Mérobaud, consul en 377 et 383,
- Mallobaud, comte des domestiques, roi des Francs en 378[5],
- Richomer,  comte des domestiques en 378[6] et consul en 384
- Bauto, Flavius Bauto (mort en 388), consul en 385
- Arbogast, Flavius Arbogastes (vers 340-8 septembre 394), réputé pour sa férocité contre les Francs Ripuaires[réf. nécessaire], tuteur de l'empereur d'Occident Valentinien II (n. 371-15 mai 394) ; durant l'été 394, il promeut en Occident l'usurpateur Eugène et meurt par suicide après sa défaite à la bataille de la rivière Froide (près d'Aquilée, Regio X d'Italie).

### Le problème du «parti anti-germanique» du début duVesiècle
On a parfois dit[Qui ?] qu'il existait vers 400 à Ravenne un parti anti-germanique, parti dont le plus haut fait d'armes est l'assassinat du Romain d'origine vandale Stilicon en 408. C'est une période de crise : les Wisigoths, entrés en Orient en 378 (bataille d'Andrinople), et les Ostrogoths s'approchent de l'Italie. Ils sont vaincus par Stilicon, mais les frontières du nord-est ont été dégarnies, et le 31 décembre 406, les Vandales (non romanisés) et les Suèves entrent dans l'empire (31 décembre 406) sans pouvoir être arrêtés. En 407, une nouvelle usurpation éclate. 
Certains chercheurs pensent qu'il s'agissait plutôt d'un parti « anti-scythe », c'est-à-dire hostile aux Germains orientaux, aux Alains et aux Huns. 
Un autre historien avance qu'il s'agissait d'un parti anti-fédérés, donc non hostile aux Lètes ni aux Francs et Germains de l'armée régulière[pas clair]. 
Cette confusion trouve son origine dans l'habitude des auteurs antiques de qualifier la nationalité d'une armée en fonction de sa nationalité officielle que par l'origine des soldats qui la composent. Ainsi les soldats francs de l'armée romaine sont qualifiés de Romains, tandis que les fédérés Goths et Alains conservent leur nationalité quand ils sont mentionnés dans les sources. Alors que les fédérés désertent souvent pour l'ennemi au gré de leurs intérêts, les Francs de l'armée régulière sont tout aussi fiables que les Gallo-Romains.[réf. nécessaire]

## Les bases des institutions mérovingiennes
Cette volonté d'assurer la pérennité de l'ordre militaire romain aura des conséquences stratégiques (les armées de Clovis sont soigneusement copiées des manœuvres romaines) mais aussi institutionnelles. En effet, dans le courant du IVe siècle, les Gaiso, Salia, Vitta et Arbogast dont nous avons parlé sont tous quatre préfets de lètes entre le Rhin et les Ardennes. Ils décident de proclamer une loi sur le modèle romain, qui reproduit certains usages impériaux et encadre des pratiques traditionnelles (cf Wergeld). C'est le Pactus legis salicae, la Loi salique, dans laquelle ils apparaissent sous leurs formes germanisées (alors que les formes précédentes sont latinisées) de Wisogast, Salegast, Widogast et Arogast.
Ce texte reproduit plusieurs caractéristiques de la condition létique, dont le régime de propriété de la terre (cf le lien précédent pour un commentaire d'un paragraphe capital pour l'histoire de France) et par son existence même annonce la volonté des meneurs francs de contrôler de plus en plus strictement la société, aux dépens des structures germaniques traditionnelles comme le conseil des Anciens.

## Le tournant duVesiècle
Au Ve siècle, la Gaule est envahie, les fidèles Lètes saliens s'opposent par les armes à l’invasion de 406. Ils combattront sous la direction du Maître de la milice (gallo-romain) Aetius. Childéric Ier servira son successeur Ægidius. 
En revanche, d’autres groupes de Francs, les Ripuaires restés à l'écart de l'empire, participent à la curée dès les années 407 et suivantes : ils pillent Trèves quatre fois, Cologne, Mayence. Leur expansion tourne à l’occupation des villes, Mayence (vers 459), Trèves, Metz, Verdun vers 475, tandis que le sud (Soissons, Paris, Verdun) reste jusqu’en 486 sous contrôle de forces romaines d’Aegidius, puis de son fils Syagrius.
Syagrius, qui s'intitula "roi des romains" et ne reconnaissait plus l'empereur, sera chassé du pouvoir par Clovis avec l'assentiment officiel de l'empereur d'orient. Gaulois et Francs se connaissaient depuis longtemps, la bataille de Soissons ressemble à une bataille de guerre civile à la romaine, l'armée du vaincu se ralliant au vainqueur, l'historien byzantin Procope affirme que les dernières unités romaines de Gaule se sont ralliées aux Francs en conservant leurs bannières.